# Robot Wars
Robot Wars ist eine von 1998 bis 2018 erstmals ausgestrahlte britische Spielshow von Marc Thorpe, die die Sportart Robotwars einem breiteren Publikum bekannt machte.

## Ablauf der Sendung
Ein Wettbewerb besteht aus mehreren Runden (Heats), gegebenenfalls Halbfinals und anschließendem Finale. Ziel ist es, alle gegnerischen Roboter fahrunfähig zu machen oder sie aus der Arena zu befördern. Sollte kein eindeutiger Sieger hervorgehen oder sind mehr als ein funktionsfähiger Roboter übrig, entscheidet eine Jury.
Als Waffen dienen dabei zum Beispiel mit Pneumatik angetriebene Umwerf-Mechanismen (Flipper) oder schwere, schnell rotierende Scheiben mit Mitnehmern (Spinner) sowie Schlagwerkzeuge in Form von eingebauten Äxten.
Die Sendung wurde zuletzt von Dara Ó Briain und Angela Scanlon moderiert.

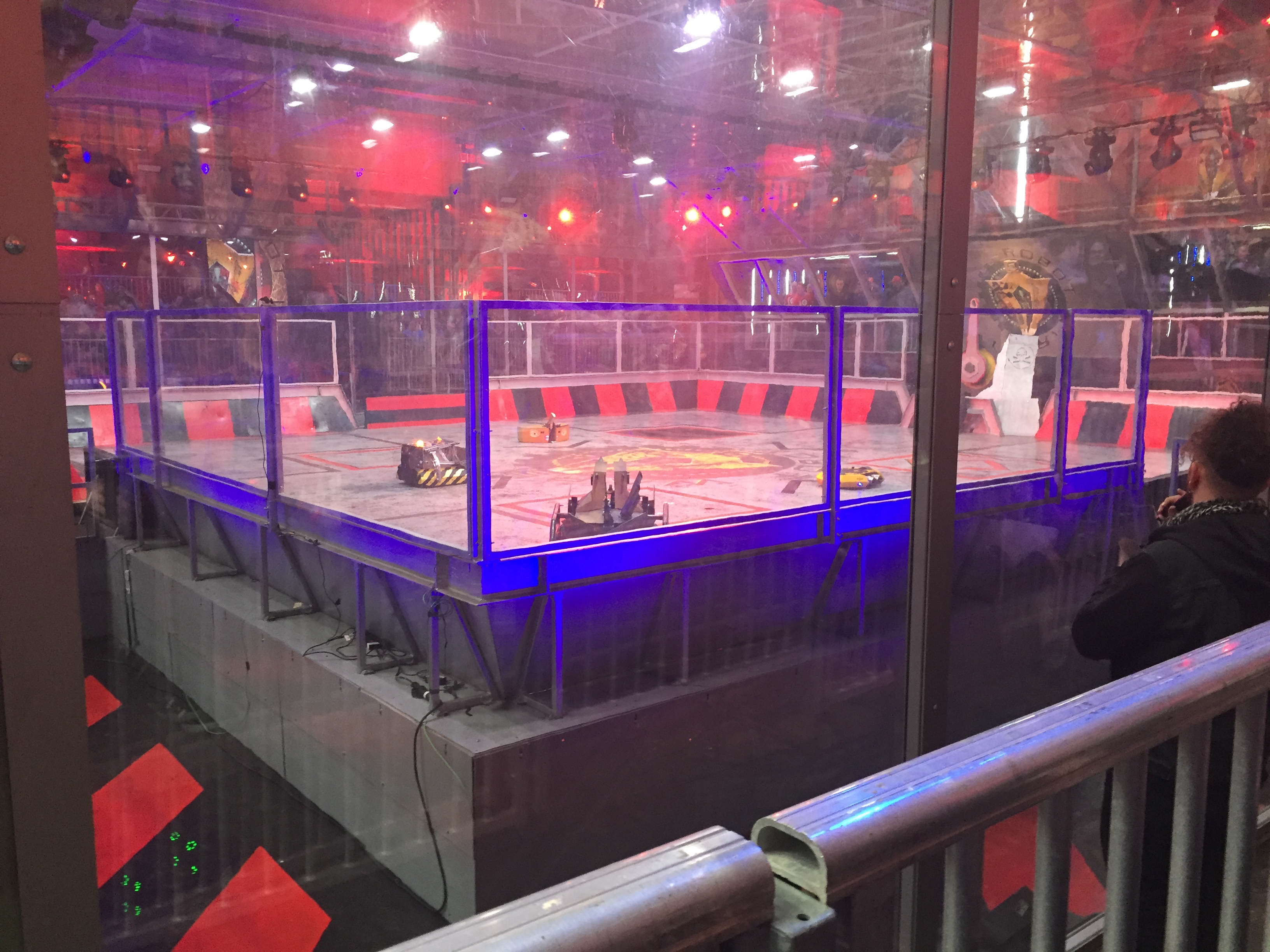
Arena des Robot War

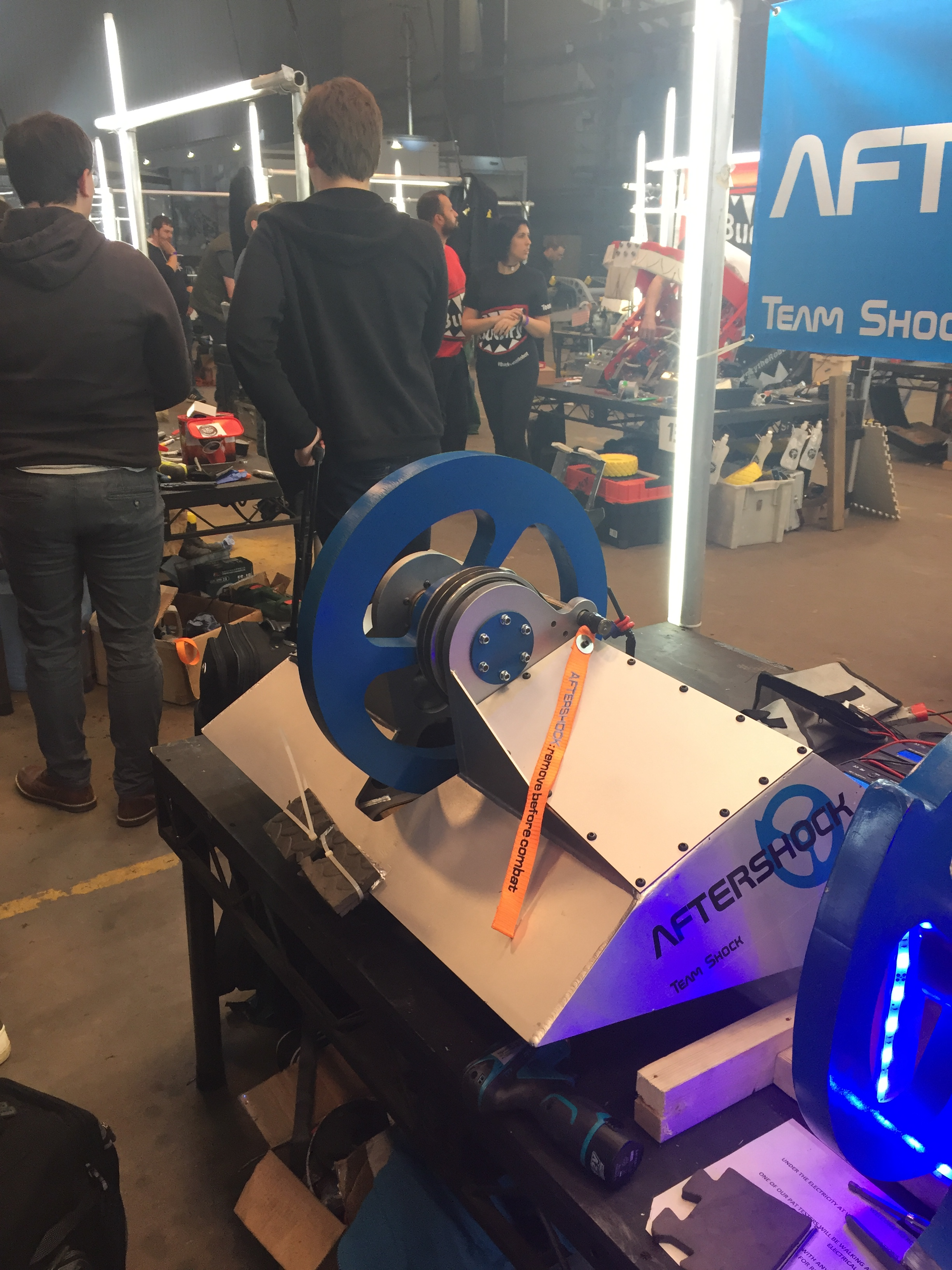
Roboter AFTERSHOCK

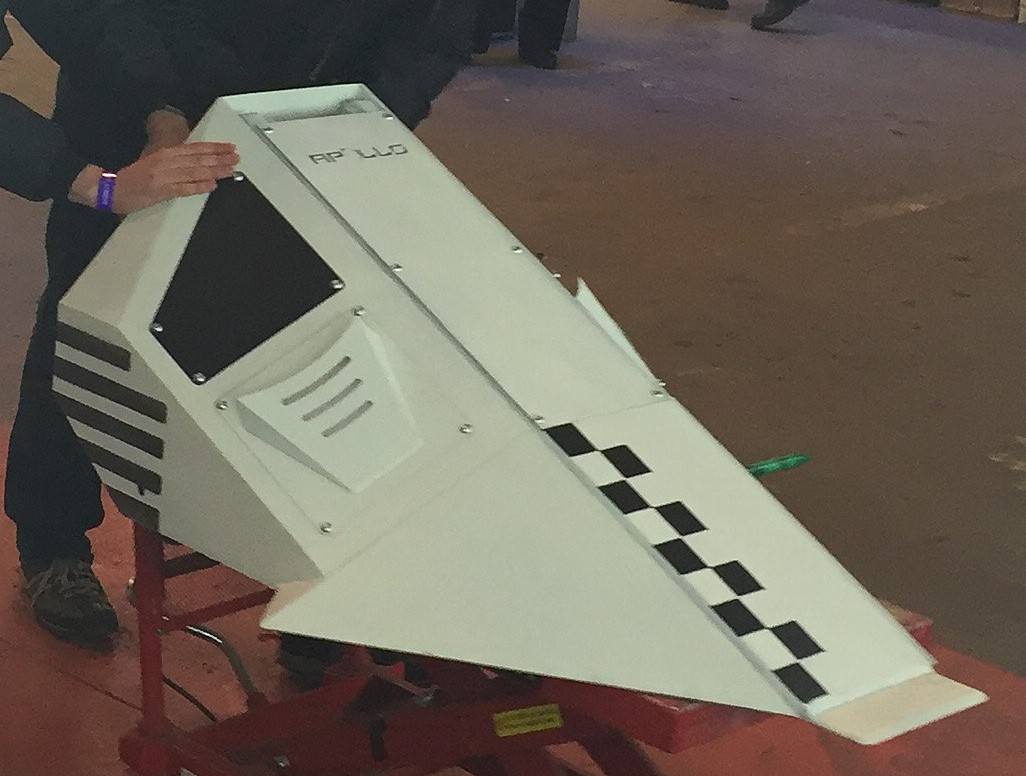
Roboter APOLLO

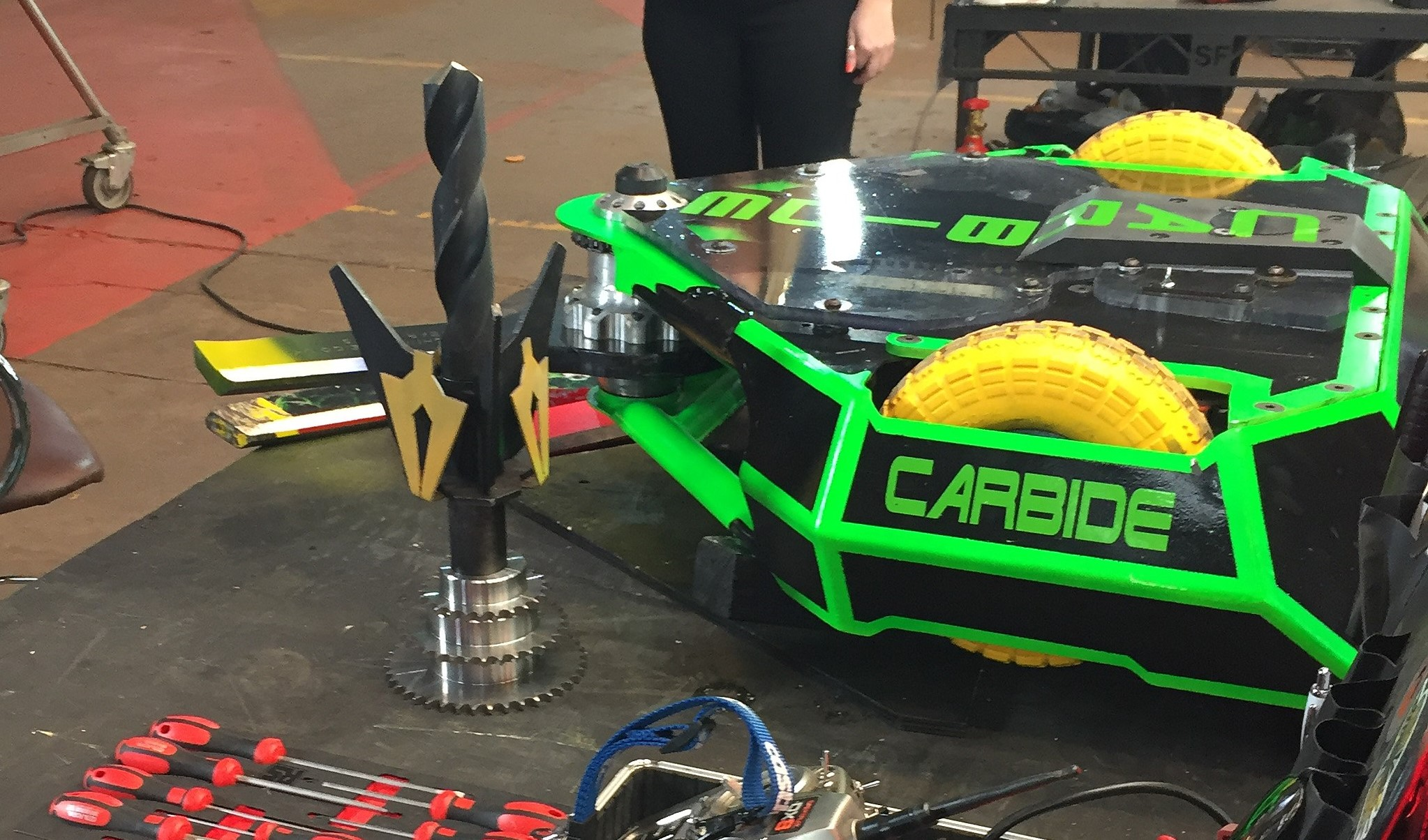
Roboter CARBIDE

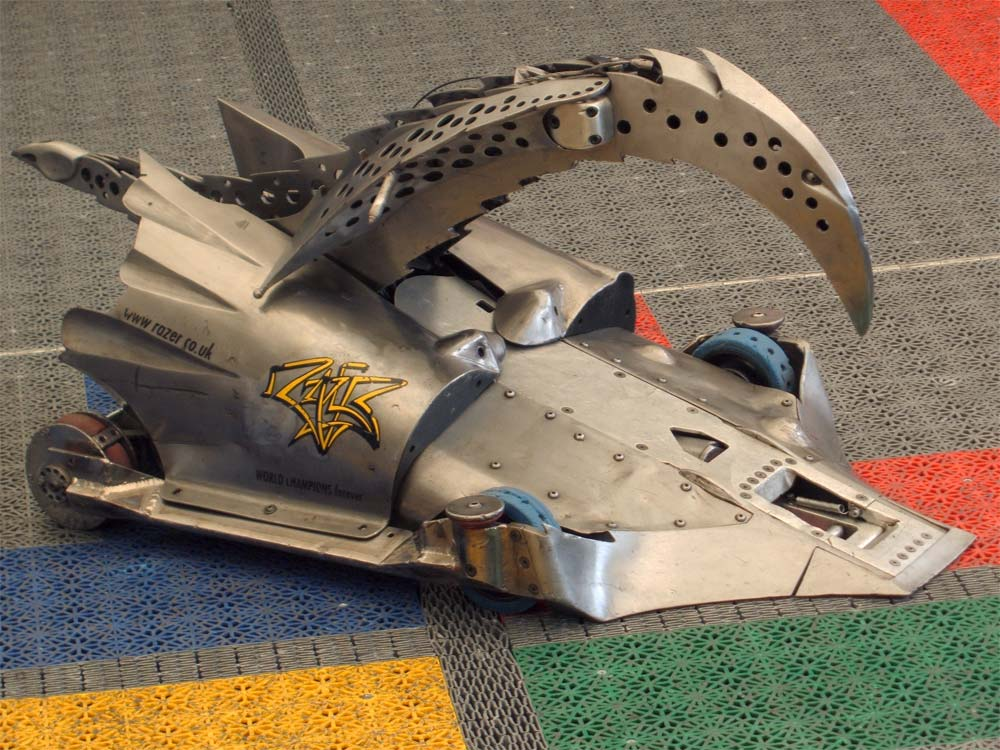
Roboter RAZOR

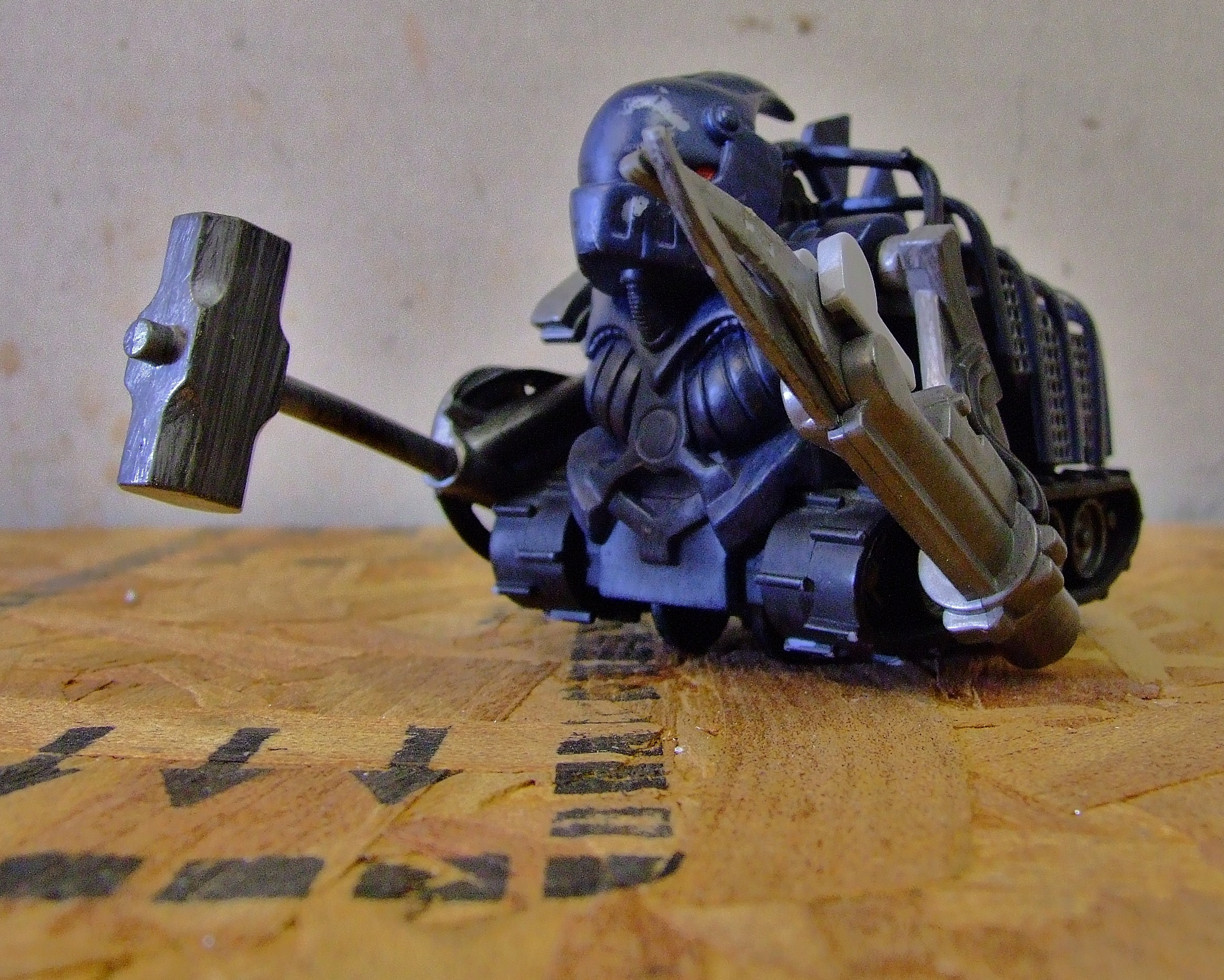
Kampfroboter Sir Killalot; der gleichnamige Hausroboter aus der zweiten Staffel ist jedoch ein größeres Modell

## Teilnehmer
Bekannte Roboter sind unter anderem:
- Aftershock
- Apollo
- Attack
- Bigger
- Brother
- Carbide
- Cassius
- Chaos
- Concussion
- Eruption
- Fire
- Firestorm
- Hypno-Disc
- Ironside3
- Killertron
- Panic
- Pussycat
- Razer
- Roadblock
- Steg-O-Saw-Us
- Stinger
- Storm
- Terrorhurtz
- Terror Turtle
- The Bash
- Tough as Nails
- Thor
- Tornado
- TR2
- Typhoon
- Spinner
- X-Terminator

## Robot Warsim deutschen Fernsehen
Die ersten synchronisierten englischen Folgen von Robot Wars wurden ab dem 22. Juni 2000 auf RTL ausgestrahlt. Weitere Folgen liefen Sonntag vormittags von Juni bis Dezember 2002. Moderator war Christian Möllmann.
RTL II zeigte die Sendung samstags bzw. sonntags von Oktober 2001 bis Juni 2002. Im Herbst 2002 zeigte RTL II zudem fünf Folgen mit deutschen Teilnehmern, die vom aus dem DSF bekannten Moderator Jürgen Törkott moderiert wurden.
Am 31. Oktober und 1. November 2016 wurde die achte Staffel erstmals auf Kabel 1 gesendet. Zudem wiederholte ProSieben Maxx diese am 24. Dezember 2016. Ab dem 16. Juli 2017 wurde dort die neunte Staffel gezeigt. Diese wird von Holger Böschen kommentiert. Die Ausstrahlung der zehnten Staffel erfolgte ab dem 11. März 2018.